# Beleg van Zaragoza (1809)
Het tweede Beleg van Zaragoza vond plaats tussen 20 december 1808 en 20 februari 1809 tijdens de Spaanse Onafhankelijkheidsoorlog. Na een maandenlang beleg wist het Franse leger de Spaanse stad Zaragoza met veel bloedvergieten in te nemen.

## Aanloop
De stad was na de Opstand van Dos de Mayo in opstand gekomen tegen de Franse bezetter en waren erin geslaagd om het eerste beleg op de stand te weerstaan. Na de overwinning van de Spanjaarden bij Bailén was Jozef Bonaparte teruggedrongen ten noorden van de Ebro. Doordat de samenwerking ontbrak tussen de verschillende Spaanse legers werden de Fransen niet definitief teruggedrongen.
Om de positie van de Fransen in Spanje te versterken, plande Napoleon een aanval om de legers van Joaquín Blake en Francisco Javier Castanos van elkaar af te snijden. Door de ziekte van Castanos kreeg José Rebolledo de Palafox het commando over diens troepen. In november 1808 kwam het leger van Bon Adrien Jeannot de Moncey in beweging en stak het de Ebro over. Hierop volgde de slag bij Tudela die door de Spanjaarden werd verloren. Het restant van het Spaanse leger vluchtte naar Zaragoza toe.
Moncey zette snel de achtervolging in, maar hij had niet de middelen om een beleg op te slaan voor de stad en keerde terug naar Tudela om daar op de versterkingen te wachten van Édouard Mortier. Na diens komst begonnen de Fransen met het beleg van de stad.

## Beleg
Bij aankomst deelde Moncey zijn leger op. Hij stuurde één divisie mee met generaal Gazan, het leger van Mortier nam zijn plek in in het westen van de stad en Moncey zelf in het zuiden. Op 21 december begon het leger met het bombarderen van de voorwerken van de stad. Hierop volgde een aanval op de vestingen en werden de Spanjaarden hieruit verjaagd. De volgende dag eiste Moncey de overgave van de stad, maar dit werd afgewezen door de Spanjaarden. Moncey werd teruggeroepen naar Madrid waardoor Mortier de leiding over het beleg kreeg.
In het nieuwe jaar werden twee belangrijke redoutes vernietigd. Hierop waagde Palafox een uitval, maar hij werd teruggeslagen. Uiteindelijk begon op 27 januari de grote aanval. Het Franse leger wist op twee plekken door de stadsmuur heen te breken en de stad in te komen. De verdedigers hadden zich al van begin af aan ingesteld op straatgevechten en er waren verschillende versperringen opgericht in de straten. Ondertussen was een ziekte uitgebroken in de stad waardoor het verdedigende garnizoen gedecimeerd werd. Toen Palafox op 19 februari zelf ziek werd stuurde hij zijn adjudant naar Jean Lannes om over overgave te onderhandelen. De volgende dag wist men tot een akkoord te komen.

## Nasleep
De stad had tijdens het beleg veel geleden. Bij het beleg waren 20.000 soldaten omgekomen en 34.000 inwoners. Grote delen van de stad lagen in puin. Palafox werd door de Fransen gevangengenomen en vastgezet in het Kasteel van Vincennes.

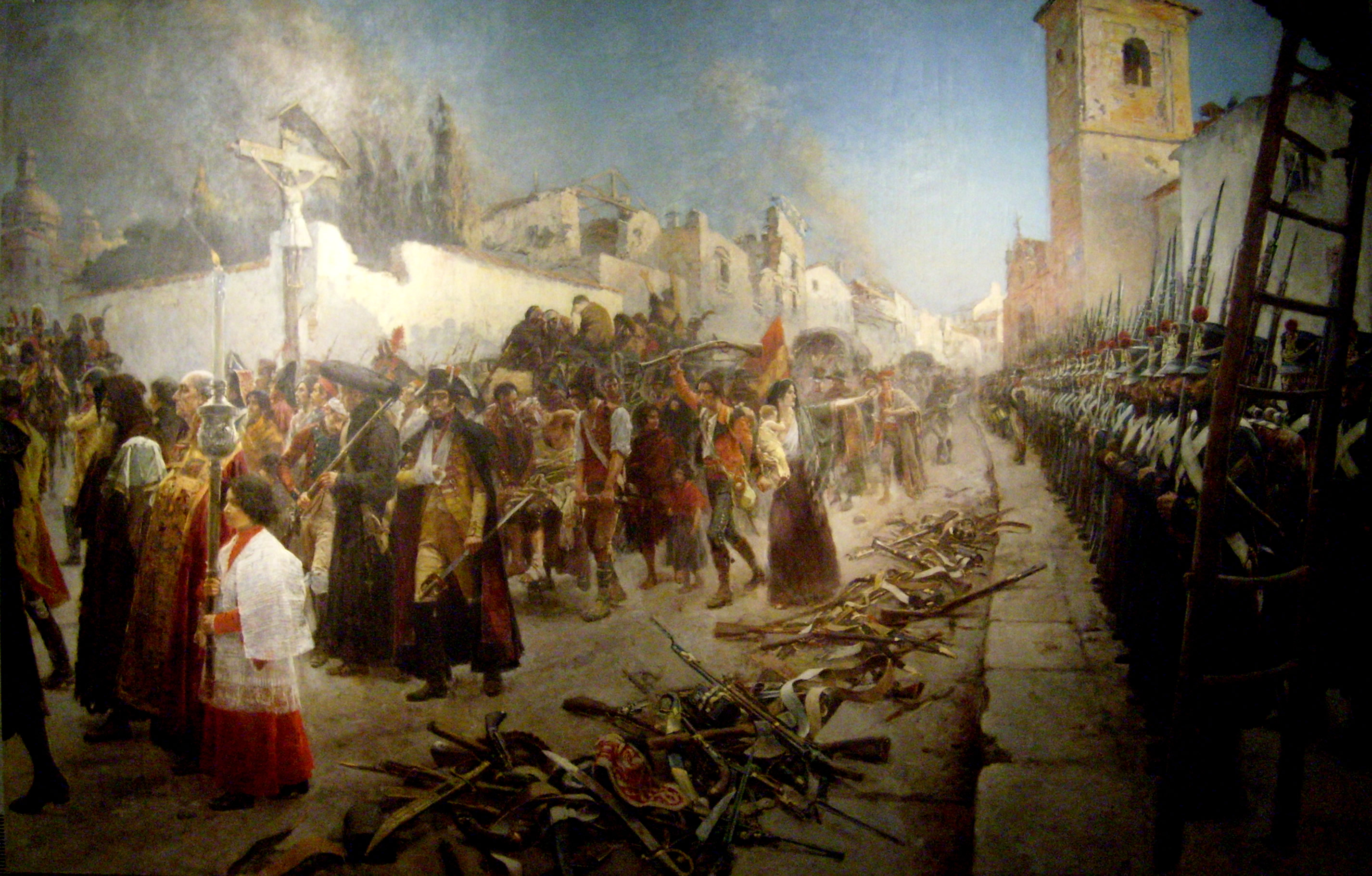
De overgave van Zaragoza, geschilderd door Maurice Orange.